# Francesca Acciaiuoli

Stemma Acciaiuoli

Francesca Acciaiuoli (o Acciajuoli o Acciaioli; ... – 1430) era la moglie di Carlo I Tocco, conte palatino di Cefalonia e Zante.

## Biografia
Francesca era la più giovane delle due figlie di Neri I Acciaiuoli e Agnese Saraceni. Neri Acciaiuoli, rampollo di un'importante famiglia di bancari fiorentina, si trasferì nella Grecia franca negli anni Sessanta del XIII secolo. Inizialmente agì per conto del suo potente parente, Niccolò Acciuaioli, che lo adottò come figlio.  Neri si impadronì di grandi domini nel Principato di Acaia: il figlio di Niccolò, Angelo, gli ipotecò Corinto e Nerio catturò Megara con la forza. Il nonno materno di Francesca, Saraceno de' Saraceni, era un cittadino veneziano di Negroponte. Neri e Agnese si sposarono prima del 1381.
Le trattative per il matrimonio di Francesca con un figlio di Felip Dalmau, vicario generale del Ducato di Atene, furono inutili nel 1382. Neanche i piani per il matrimonio di Francesca con il figlio di Angelo Acciaiuoli si concretizzarono nel 1388. Nel 1388, Neri divenne l'effettivo sovrano del Ducato di Atene.
Francesca fu data in sposa a Carlo I Tocco, conte palatino di Cefalonia e Zante, tra il 1388 e il 1393. La madre di Carlo I, Maddalena Buondelmonti, aveva combinato il matrimonio, prevedendo che Francesca avrebbe ereditato parte dei domini paterni, poiché non aveva fratelli legittimi. Secondo il diritto canonico, il matrimonio era incestuoso, perché Maddalena era la nipote di Niccolò Acciaioli, ma la sua legalità non fu mai messa in discussione.